# Copenhague (pièce de théâtre)
Pour les articles homonymes, voir Copenhague (homonymie).
Copenhague est une pièce de théâtre de Michael Frayn basée sur la rencontre de 1941 entre Niels Bohr et Werner Heisenberg, dans la ville de Copenhague. La première de la pièce a été donnée à Londres en 1998 ; elle a gagné le Tony Award de la meilleure pièce en 2000.

## Argument
La pièce présente trois personnages : Heisenberg, Bohr, et Margrethe, la femme de Bohr. L'emplacement et le temps de l'action sont indéterminés, quoiqu'elle soit postérieure à la mort des protagonistes, suggérant que ce sont leurs esprits ou leur fantômes que l'on voit méditer sur leurs actions et leurs interprétations passées.
Bohr et Heisenberg étaient amis, collaborateurs de recherche, et ont grandement contribué aux fondations de la physique quantique avant la Seconde Guerre mondiale. En 1941, Heisenberg était directeur d'une partie du programme de recherche allemand sur l'énergie nucléaire ; le Danemark, patrie de Bohr, était occupée par les nazis, et Bohr lui-même était dans une position délicate du fait que sa mère était juive.
En 1941, Heisenberg et Bohr, jadis très proches, s'étaient perdus de vue. Heisenberg contacte Bohr et, à la faveur d'un dîner privé, l'emmène en promenade pour discuter à l'abri des écoutes de la Gestapo ; au bout d'un bref moment, Bohr rentre, hors de lui. Les deux anciens amis ne devaient jamais plus se rapprocher.
Ce qui s'est dit lors de la discussion historique est le sujet de nombreuses spéculations, d'autant plus que les témoignages des parties impliquées divergent. La version de Bohr dit que Heisenberg tentait de le recruter dans l'effort de guerre nazi, lui promettant de l'avancement académique. La version de Heisenberg dit qu'il tentait de donner à Bohr des informations sur l'état du programme allemand, dans l'espoir qu'il saurait les faire passer aux Alliés par des contacts clandestins. À ce stade, le programme allemand ne progressait pas bien (les Nazis n'avaient pas consenti aux investissements nécessaires à la production d'une arme) ; il est possible qu'Heisenberg ait soupçonné l'avancement du programme allié, et ait espéré les dissuader d'employer l'arme nucléaire sur l'Allemagne en les rassurant sur le danger effectivement représenté par la bombe nazie.
La pièce examine ces possibilités sous plusieurs angles, l'impossibilité de décider donnant sa dynamique à l'intrigue. L'auteur joue aussi sur deux concepts physiques introduits par les protagonistes : la complémentarité de Bohr (selon laquelle les photons ont deux natures complémentaires, ondes et particules), et le principe d'incertitude de Heisenberg (selon lequel il est intrinsèquement impossible de connaître simultanément l'impulsion et la position d'une particule avec une précision infinie). Frayn souligne la « complémentarité » du langage, par laquelle un propos ambigu peut être compris de plusieurs façons, et l'« incertitude » de l'histoire, par laquelle ceux qui peuvent considérer les événements avec du recul sont incapables de les appréhender complètement.
Bohr s'est par la suite évadé du Danemark (la pièce suggère que Heisenberg y aurait joué un rôle et, de ce fait, aurait contribué à sauver la vie de Bohr) et a contribué aux efforts alliés pour produire les premières bombes atomiques à Los Alamos. À la chute du Troisième Reich, en 1945, Heisenberg n'avait qu'à peine réussi à produire une réaction en chaîne auto-entretenue dans un réacteur nucléaire primitif installé dans une grotte, sans équipement de sécurité. Il a rejoint la zone d'occupation alliée et s'est vu confiné à Farm Hall, en Grande-Bretagne, avec d'autres savants allemands, jusqu'aux bombardements de Hiroshima et Nagasaki.

## Adaptation à l'écran
La pièce de théâtre a été adaptée en téléfilm en 2002, avec Daniel Craig jouant Heisenberg, Stephen Rea jouant Niels Bohr, et Francesca Annis jouant Margrethe Bohr. Le film a passablement élagué le texte de la pièce, particulièrement les thèmes récurrents, et beaucoup de la partie qui décrit la communauté des scientifiques à Copenhague. Il abandonne aussi le parti du décor abstrait pour situer l'action à la résidence de Bohr à Copenhague.